# Маршалл, Талли
Талли Маршалл (настоящие имя и фамилия — Уильям Филлипс) (англ. Tully Marshall; 10 апреля 1864 или 13 апреля 1864, Невада-Сити, Калифорния — 10 марта 1943, Энсино, Калифорния) — американский актёр театра и кино.

## Биография
Получил диплом инженера в Университете Санта-Клары. Дебютировал в марта 1883 года на театральной сцене в 19-летнем возрасте в Сан-Франциско. В 1887 году Маршалл переехал в Нью-Йорк. С 1887 года выступал на Бродвее, где сыграл много ролей.
В течение нескольких лет Маршалл играл в различных театральных труппах, в том числе актёром и постановщиком. До 1915 года участвовал в около 15 бродвейских пьесах.
Затем, в 1914 году в Голливуде начал участвовать в съёмках немого кино. До 1943 года за 60-летнюю актёрскую карьеру снялся в 196 фильмах.
Умер от сердечного приступа за месяц до своего 79-летия в 1943 году. Похоронен на кладбище «Hollywood Forever» в Голливуде.

## Избранная фильмография
- 1942 — Полнолуние
- 1942 — Оружие для найма — Элвин Брюстер
- 1942 — Десять джентльменов из Уэст Пойнт — Дедушка
- 1941 — С огоньком
- 1941 — Сержант Йорк — дядя Лиге (в титрах не указан)
- 1940 — Чад Ханна — мистер Мотт
- 1940 — Поезжай на Запад — эпизод (в титрах не указан)
- 1940 — Бригхэм Янг
- 1939 — Невидимые полосы — Старый Питер
- 1938 — Янки в Оксфорде
- 1938 — Возвращение Арсена Люпена — Монель
- 1938 — Школа свинга — Дедушка Олден (в титрах не указан)
- 1937 — Фабрика грёз
- 1937 — Парнелл
- 1937 — Калифорния прямо впереди — Харрисон
- 1935 — Загубленные в море  — Пекора
- 1937 — Черная ярость — Томми Пул
- 1935 — Повесть о двух городах — эпизод
- 1934 — Бойня — Джек
- 1932 — Чудовище города — адвокат Майклз
- 1932 — Хижина в хлопчатнике — Слик
- 1932 — Прерванная колыбельная — Гравдиггер (в титрах не указан)
- 1932 — Лицо со шрамом — главный редактор
- 1932 — Красная пыль —  МакКуарг, надзиратель
- 1932 — Закон с двумя кулаками —  шериф Малкольм
- 1932 — Гранд-отель —  Герстенкорн
- 1932 — Ночной суд — Гроган
- 1932 — Арсен Люпен — Гурни-Мартин
- 1931 — Битва караванов — Джим Брайджер
- 1930 — Мэмми
- 1930 — Искупление
- 1930 — Том Сойер — Мафф Поттер, вечно пьяный рыбак, ложно обвинённый в убийстве доктора Робинсона
- 1930 — Большая тропа — Зик, друг Коулмана
- 1929 — Тигровая роза — Гектор МакКолинз
- 1929 — Мост короля Людовика Святого —горожанин
- 1929 — Королева Келли — Ян Фрейхейд, старый плантатор (в титрах не указан)
- 1929 — Громобой
- 1928 — Фанфары любви
- 1927 — Кот и канарейка — Роджер Кросби
- 1926 — Поток — Дон Андрес, юрист
- 1925 — Веселая вдова — барон Сикст Садоя
- 1924 — Тот, кто получает пощечины — граф Манчини
- 1923 — Ричард - Львиное сердце — архиепископ Тира
- 1923 – Медный кувшин –профессор Гамильтон
- 1923 — Крытый фургон — Джим Бриджер
- 1923 — Горбун из Нотр-Дама  — Людовик XI
- 1922 — Деревенский кузнец
- 1919 — Мрачная игра — Ричард Рэйвер
- 1917 — Современный мушкетер (короткометражный) — Джеймс Браун
- 1917 — Роман в Редвудс
- 1917 — Насмешка женщины
- 1916 — Женщина Жанна — Л’Oйселюр
- 1916 — Оливер Твист
- 1916 — Нетерпимость (Эпизод «Падение Вавилона») — верховный жрец Баала